# Joel Sotelo Villalobos
José Joel Sotelo Villalobos (* 13. Juli 1970 in Mexiko-Stadt) ist ein mexikanischer Volleyball- und Beachvolleyballspieler sowie Trainer.

## Karriere Halle
Sotelo spielte als Hallen-Volleyballer unter anderem beim spanischen Verein Arona Tenerife Sur.

## Karriere Beachvolleyball
Sotelo spielte seine ersten internationalen Beach-Turniere 1998 mit Alfonso Jackson Avina. Die beiden Mexikaner erreichten zweimal den 25. Platz bei den Open-Turnieren in Lignano und Moskau. Bei ihrem letzten gemeinsamen Auftritt erreichten sie als Neunte der Alanya Open erstmals die Top Ten. Das letzte Turnier des Jahres in Vitória spielte Sotelo bereits mit seinem neuen Partner Juan Alberto Rodríguez Ibarra. Zum Jahresauftakt 1999 wurden Sotelo/Ibarra vor heimischem Publikum in Acapulco Siebte. In Toronto und Stavanger kamen sie jeweils auf den 13. Rang. Sie nahmen auch an der Weltmeisterschaft 1999 in Marseille teil und belegten dort den 25. Platz. Anschließend wurden sie wieder 13. in Teneriffa und Ostende. Das Ergebnis auf der Insel konnten sie im Jahr 2000 wiederholen. Zuvor erreichten sie in Guarujá und Rosarito jeweils den 17. Rang. Bei ihrem ersten Grand Slam in Chicago erreichten sie den 25. Platz. Außerdem qualifizierten sich Sotelo/Ibarra für die Olympischen Spiele 2000 in Sydney. Dort setzten sie sich im ersten Spiel gegen die Australier Prosser/Zahner. Im Achtelfinale mussten sie sich dann dem US-Duo Heidger/Wong ohne Punktgewinn geschlagen geben.
2002 bildete Sotelo ein neues Duo mit José Luis Martell. Im ersten Jahr waren der 33. Platz bei den Gstaad Open und der 25. Rang beim Grand Slam in Klagenfurt die besten Ergebnisse des Duos. 2003 kamen beide bei zwei Open-Turnieren und dem Berliner Grand Slam nicht mehr über den 57. Platz hinaus. Anschließend beendete Joel Sotelo seine Karriere.

## Karriere als Trainer
Nach seiner Laufbahn als Spieler wurde Sotelo Nationaltrainer der mexikanischen Beachvolleyball-Teams.

## Privates
Sotelo ist mit der mexikanischen Beachvolleyballspielerin Mayra Huerta verheiratet.